# Let's! まんが家DS Style
『Let's! まんが家DS Style』（レッツまんがかディーエススタイル）は、コロムビアミュージックエンタテインメントから2010年7月29日に発売されたニンテンドーDS用ゲームソフト。
あこがれガールズコレクションシリーズの第3弾。

## 概要
漫画家の仕事をミニゲームで体験する女の子向けのアドベンチャーゲーム。
プレイヤーは漫画家のアシスタントからスタートする。

## 登場人物
やまぶき かよこ

あかにし たつや

ふたば りん

ふじさき しょうた